# Teatre pobre
El teatre pobre és una teoria teatral ideada per Jerzy Grotowski que ha exercit una enorme influència al teatre del segle XX i es caracteritza per una posada a l'escena a la qual es dona un major protagonisme al treball de l'intèrpret i una major economia pel que fa a objectes escènics. La idea és suprimir tot allò superflu per arribar a l'essència del teatre, a la qual un actor i un espectador són suficients.
El teatre té una dimensió ètica i es tracten textos clàssics reinterpretats, en funció de lectures socials i polítiques contemporànies. Els espectadors també han d'estar involucrats física i intel·lectualment, per exemple, a Doctor faustus els espectadors compartien una llarga taula amb els actors, que presentaven un sopar. L'estètica habitualment és expressionista. Es dona importància a l'expressió corporal, tot i que els actors, els "actors-sants", tenen una àmplia formació i dur entrenament no només físic corporal sinó de veu i mental.

## Context
Cal entendre l'arribada del cinema i la televisió va marcar el devenir del teatre. Des d'aleshores el teatre no podia competir amb aquests dos mitjans fent servir els mateixos recursos audiovisuals: tant el cinema com la televisió podien canviar d'escenari amb més facilitat, i donar major realisme i complexitat als ambients, a part de completar la narració amb canvis de plans, panoràmiques i tràvelings. Aquests procediments resultaven impossibles en el teatre. El maquillatge i el vestuari així com altres recursos també es podien sumar a aquesta impossibilitat d'execució en el teatre. Grotowski va observar que hi havia un punt en el qual el teatre era únic i, per tant, el singularitzava respecte al cinema i la televisió: el fet que l'actor i l'espectador comparteixen un mateix espai. Per tant, Grotowski va proposar eliminar allò superflu del teatre i potenciar aquesta singularitat.
Grotowski, seguint aquesta línia de pensament, contraposava el "teatre ric" i el "teatre pobre". El primer és aquell teatre que es val de recursos com la música o la llum, i el teatre pobre se centrava en la relació directa entre l'actor i l'espectador, era un teatre d'essència. Aquesta reflexió comportava, per tant, una sèrie de premisses a partir de les quals desenvolupar el nou teatre: l'abolició de l'escenografia, dels efectes d'il·luminació i de la música. Així doncs, el pes teatral requeia en l'actor que havia d'exercitar l'expressió corporal i l'ús de la seva veu.

## Mètode
L'entrenament del cos de l'actor consistia a experimentar de forma individual. S'utilitzaven el cant, la dicció, tècniques de relaxació com el ioga, tècniques de dansa, o els exercicis de la biomecànica de Meierhold perquè l'actor treballés la pròpia expressió corporal. Només amb l'experimentació l'actor podia aproximar-se al teatre.